# Topografija rožnice
Topografija rožnice (fotokeratoskopija, videokeratografija) je neinvazivna metoda slikovne dijagnostike kojom se precizno prikazuje i mjeri zakrivljenost površine rožnice. Budući da je rožnica odgovorna za oko 70% lomne jakosti oka, topografija rožnice je od ključne važnosti u određivanju kvalitete vida.
Trodimenzionalna karta dobivena topografijom rožnice korisna je oftalmolozima i optometristima u dijagnostici i liječenju brojnih bolesti rožnice, preoperativno u postupcima refrakcijske kirurgije (npr.LASIK) i postoperativnom praćenju, te pronalasku odgovarajućih leća (fit...?). Brojne su prednosti topografije nad keratometrijom. Topografijom dobivamo podatke o položaju i visini nekoliko tisuća točaka na rožnici, na osnovu kojih se stvara trodimenzionalna mapa cijele rožnice. Keratometrijom se dobivaju podatci iz samo četiri točke koje su međusobno udaljene nekoliko milimetara, a odnose se samo na centralni dio rožnice. Postupak topografije traje nekoliko sekundi i potpuno je bezbolan.

## Postupak
Bolesnik sjedi nasuprot rožničnog topografa i gleda u njegov dio koji sadrži seriju osvijetljenih, koncentričnih krugova. Ispitivač kompjutoriziranim uređajem projicira uzorak koncentričnih krugova na prednju površinu rožnice koji se zatim reflektira u digitalnu kameru topografa. Analizom digitalne slike kartografira se površina rožnice. Računalo zatim vrši potrebne analize tj. određuje se položaj i visina nekoliko tisuća točaka na rožnici. Tako dobivena topografska karta može se prikazati u više grafičkih oblika kao što je sagitalna karta, kod koje se različitim bojama prikazuju različiti stupnjevi zakrivljenosti ovisno o dioptrijskoj vrijednosti.

## Razvoj
Razvoj rožničnog topografa seže u 1880. godinu kada je portugalski oftalmolog Antonio Placido prvi put primijenio disk (kasnije nazvan Placidovim diskom) naizmjeničnih crnih i bijelih prstenova (izohipse) na rožnicu. Godine 1896. Allvar Gullstrand ugrađuje taj isti disk u oftalmoskop, ispituje fotografije rožnice mikroskopom i ručno izračunava zakrivljenost površine rožnice uz pomoć numeričkog algoritma. Gullstrand u toj tehnici snimanja vidi veliki potencijal.
50-ih godina 20. stoljeća tvrtka Wesley Jessen počinje koristiti Placidov disk sa zakrivljenom površinom kako bi se povećala točnost mjerenja u perifernom dijelu rožnice. Zakrivljenost rožnice određuje se usporedbom učinjenih fotografija sa standardiziranim slikama. Osamdesetih godina 20. stoljeća snimljene fotografije počinju se unostiti u računalo, a nedugo zatim razvijaju se aparati koji su direktno povezani s računalom. Devedesetih godina sustavi postaju komercijalno dostupni od brojnih dobavljača. Prvi potpuno automatiziran sustav, Corneal Modeling System (CMS-1), razvio je Computed Anatomy u New Yorku. Cijena prvih instrumenata je u početku bila vrlo visoka (75 000 dolara), a uporaba uglavnom ograničena na istraživačke ustanove. Međutim, cijene vremenom postaju pristupačnije pa se rožnični topografi počinju primijenjivati u manjim klinikama, te se povećava broj bolesnika koji se njime pregledava.

## Uporaba
Kompjuterizirana topografija rožnice može se koristiti i u dijagnostici. Primjerice, indeks KISA% (keratometrija, postotak zakrivljenosti, astigmatizam) koristi se za otkrivanje kertokonusa, za screening pacijenata sa sumnjom na keratokonus, te za analizu promjena zakrivljenosti rožnice u njihovih zdravih rođaka.